# Mendozellus albolectus
Mendozellus albolectus är en insektsart som beskrevs av Delong och Paul S. Cwikla 1985. Mendozellus albolectus ingår i släktet Mendozellus och familjen dvärgstritar. Inga underarter finns listade i Catalogue of Life.